# Tramwaje w Schwerinie
Tramwaje w Schwerinie – system komunikacji tramwajowej działający w niemieckim mieście Schwerin.

## Historia
Pierwsze tramwaje na ulice Schwerinu wyjechały w 1881, były to tramwaje konne. Uruchomiono dwie linie:
- linia zielona: Bahnhof – Strempelplatz
- linia czerwona: Lübecker Thor – Alter Garten

W 1884 zawieszono przewozy z powodu upadłości firmy, przewozy wznowiono w 1885. W 1908 uruchomiono tramwaje elektryczne na trzech trasach:
- 1: Alter Garten – Lübecker Straße/Niclotring
- 2: Friedhof – Werderstraße
- 3: Bahnhof – Jägerhof

W 1911 wydłużono linię do Püsserkrug, a następnie do Landesgewerbeausstellung. W 1921 wydłużono linię z Seevilla do Zippendorf. W 1926 przedłużono linię z Bürgermeister-Bade-Platz do Lewenberg, a w 1927 przedłużono linię ze Schleife Bahnhof do Lewenberg. W 1936 linie do Lankow i Werderstraße zostały zastąpione przez autobus, później także linia nr 1 została zastąpiona przez autobus. W 1937 częściowo linia nr 2 została zastąpiona przez autobus, a rok później w całości. W 1940 ponownie uruchomiono linię nr 2. W 1945, w czasie II wojny światowej, w wyniku bombardowania miasta została zniszczona zajezdnia oraz tabor.
Ruch tramwajów wznowiono w 1946. W 1949 ponownie został wznowiony ruch tramwajowy do Werderstraße. W 1968 otwarto linię Franz-Mehring-Straße – Platz der Freiheit – Friedensstraße – Voßstraße. W 1969 przywrócono ruch tramwajowy do Lankow. W 1974 otwarto linię do Großen Dreesch. Linia tramwajowa do Zippendorf w 1977 została zastąpiona przez autobus. W 1984 otwarto linię do Hegelstraße. W 1996 zamknięto zajezdnię Wallstraße.

## Linie
W Schwerinie są 4 linie:
| numer linii | trasa                         |
| ----------- | ----------------------------- |
| 1           | Kliniken – Hegelstraße        |
| 2           | Lankow-Siedlung – Hegelstraße |
| 3           | Neu Pampow – Hegelstraße      |
| 4           | Neu Pampow – Kliniken         |

## Tabor
W 1929 zakupiono pierwszy niskopodłogowy tramwaj. W 1973 do Schwerinu dotarły pierwsze tramwaje Tatra T3D. W 1992 włączono do eksploatacji pierwszy zmodernizowany tramwaj Tatra T3DC. 24 sierpnia 2001 zaprezentowano pierwsze tramwaje SN 2001. Do końca 2003 zastąpiono wszystkie tramwaje Tatra T3D 30 tramwajami SN 2001. Obecnie tabor tramwajowy składa się z 30 tramwajów SN 2001. Tabor historyczny składa się z 3 wagonów:
- nr 21 z 1957, produkcji Gothaer Waggonfabrik
- nr 26 z 1926, produkcji typ Wismar
- Tatra T3D nr 417 z 1988 produkcji ČKD